# Péter Vánky
Péter István Vánky (Târgu Mureș, Rumanía, 28 de junio de 1968) es un deportista sueco que compitió en esgrima, especialista en la modalidad de espada.
Ganó tres medallas en el Campeonato Mundial de Esgrima entre los años 1998 y 2003, y dos medallas de bronce en el Campeonato Europeo de Esgrima, en los años 1995 y 1997.
Participó en cuatro Juegos Olímpicos de Verano, entre los años 1988 y 2000, ocupando el quinto lugar en Sídney 2000 (prueba individual), el octavo en Seúl 1988 (equipos) y el octavo en Barcelona 1992 (equipos).

## Palmarés internacional
| Campeonato Mundial | Campeonato Mundial        | Campeonato Mundial | Campeonato Mundial |
| Año                | Lugar                     | Medalla            | Prueba             |
| ------------------ | ------------------------- | ------------------ | ------------------ |
| 1998               | La Chaux-de-Fonds (Suiza) | Medalla de plata   | Espada individual  |
| 1999               | Seúl (Corea del Sur)      | Medalla de plata   | Espada individual  |
| 2003               | La Habana (Cuba)          | Medalla de bronce  | Espada por equipos |
| Campeonato Europeo |                           |                    |                    |
| Año                | Lugar                     | Medalla            | Prueba             |
| 1995               | Keszthely (Hungría)       | Medalla de bronce  | Espada individual  |
| 1997               | Gdansk (Polonia)          | Medalla de bronce  | Espada individual  |